# Tod Browning
Tod Browning (12. července 1880 Louisville, Kentucky – 6. října 1962 Malibu, Kalifornie) byl americký režisér a herec. Začínal jako divadelní herec, ale poté, co se seznámil s režisérem D. W. Griffithem, začal hrát i ve filmu. V roce 1916 hrál například v Griffithově filmu Intolerance. Režíroval především různé kriminální nebo hororové filmy, nejen na svou dobu velmi nekonvenční. Jeho častým spolupracovníkem byl herec Lon Chaney, s kterým natočil přes deset filmů.

## Filmografie (výběr)
- Intolerance (1916) – herec
- The Unholy Three (1925) – režisér
- Příšerné stíny (1927) – režisér, autor předlohy
- Alonzo, muž bez rukou (1927) – režisér
- West of Zanzibar (1928) - režisér
- Dracula (1931) – režisér
- Zrůdy (1932) – režisér
- Mark of the Vampire (1935) – režisér, remake jeho vlastního filmu Příšerné stíny